# Sinangag
Sinangag (phát âm tiếng Tagalog: [sinɐˈŋag]), còn được gọi là cơm chiên tỏi hoặc cơm tỏi, là một món cơm chiên của Philippines được nấu bằng cách xào cơm trước với tỏi. Cơm được sử dụng tốt nhất là cơm thừa, thường là cơm nấu còn sót lại từ ngày hôm trước, vì nó sẽ giúp cơm lên men nhẹ và cứng hơn. Món cơm được trang trí với tỏi nướng, thạch diêm, hạt tiêu và hành lá cắt nhỏ. Các hạt cơm ngon thì sẽ tơi xốp và không bị dính vào nhau.
Món cơm này ít khi được ăn riêng, nhưng thường kết hợp với một món thịt "khô" như tocino (thịt xông khói), longganisa (xúc xích), tapa (thịt khô hoặc thịt đã được chế biến), Spam, hoặc daing (cá khô), kèm thêm trứng bác hoặc trứng chiên. Không giống như các loại cơm chiên khác, món cơm chiên này thường không sử dụng các nguyên liệu khác ngoài tỏi, để không làm mất đi hương vị của món ăn chính. Ở các vùng Visayas của Philippines, sinangag theo truyền thống được nêm với asín tibuok.
Sinangag là món ăn phổ biến trong bữa sáng truyền thống của người Philippines và thường được chế biến bằng cơm thừa từ bữa tối hôm trước. Đôi khi, nó được nấu trong nước sốt và dầu còn sót lại từ các adobo kiểu Philippines, làm giảm chất thải thực phẩm. Chuẩn bị sinangag từ gạo mới nấu được coi là điều cấm kỵ trong văn hóa Philippines. Nó là một trong những thành phần của bữa sáng tapsilog và silog.